# Stéphane Zubar
Stéphane Zubar (Pointe-à-Pitre, 9 ottobre 1986) è un calciatore francese, difensore del Baie-Mahault.

## Caratteristiche tecniche
Difensore centrale, può giocare anche come terzino destro.

## Carriera

### Club
Cresciuto nelle giovanili del Caen, entra a far parte della prima squadra nel 2006 ma viene ceduto in prestito al Pau nel 2007 e al Brussels nel 2008. Nei primi mesi del 2009 viene acquistato per 200.000 euro dai romeni del Vaslui. Gioca 35 incontri e sigla una rete in due stagioni di Liga I prima di passare a costo zero agli inglesi del Plymouth. Con i biancoverdi gioca il biennio 2010-2011 passando nella stagione successiva al Bournemouth, rimanendo nel paese d'oltremanica.

### Nazionale
Il 15 giugno 2011 esordisce nella Selezione di calcio di Guadalupa nella sfida contro gli Stati Uniti (0-1) sotto la guida di Roger Salnot.